# Campionati europei di ciclismo su pista 2018
I Campionati europei di ciclismo su pista 2018 si sono svolti a Glasgow, in Scozia, tra il 2 e il 7 agosto 2018, nell'ambito dei campionati europei 2018.

## Prove
Ai campionati europei di ciclismo su pista 2018 si sono disputate 22 prove, 11 maschili ed 11 femminili.
Venerdì 3 agosto
- Inseguimento a squadre maschile
- Velocità a squadre maschile
- Scratch maschile
- Inseguimento a squadre femminile
- Velocità a squadre femminile
- Scratch femminile

Sabato 4 agosto
- Chilometro a cronometro
- Omnium maschile
- Velocità individuale femminile
- Corsa a punti femminile

Domenica 5 agosto
- Inseguimento individuale maschile
- Corsa a punti maschile
- Corsa a eliminazione femminile
- Inseguimento individuale femminile

Lunedì 6 agosto
- Velocità individuale maschile
- Americana maschile
- Omnium femminile
- 500 metri a cronometro

Martedì 7 agosto
- Keirin maschile
- Corsa a eliminazione maschile
- Kerin femminile
- Americana femminile

## Medagliere
| Pos.   | Paese         | Oro | Argento | Bronzo | Totale |
| ------ | ------------- | --- | ------- | ------ | ------ |
| 1      | Paesi Bassi   | 5   | 0       | 3      | 8      |
| 2      | Gran Bretagna | 4   | 3       | 3      | 10     |
| 3      | Germania      | 3   | 4       | 4      | 11     |
| 4      | Russia        | 3   | 2       | 3      | 8      |
| 5      | Italia        | 2   | 2       | 1      | 5      |
| 6      | Francia       | 1   | 3       | 1      | 5      |
| 7      | Belgio        | 1   | 2       | 1      | 4      |
| 8      | Ucraina       | 1   | 2       | 0      | 3      |
| 9      | Polonia       | 1   | 0       | 2      | 3      |
| 10     | Danimarca     | 1   | 0       | 1      | 2      |
| 11     | Portogallo    | 0   | 2       | 0      | 2      |
| 12     | Svizzera      | 0   | 1       | 2      | 3      |
| 13     | Bielorussia   | 0   | 1       | 0      | 1      |
| 14     | Austria       | 0   | 0       | 1      | 1      |
| Totale | Totale        | 22  | 22      | 22     | 66     |

## Sommario degli eventi
| Eventi                            | Oro                                                                   | Prestazione | Argento                                                                 | Prestazione | Bronzo                                                              | Prestazione |
| Uomini                            |                                                                       |             |                                                                         |             |                                                                     |             |
| Chilometro a cronometro dettagli  | Matthijs Büchli Paesi Bassi                                           | 1:00.134    | Joachim Eilers Germania                                                 | 1:00.361    | Sam Ligtlee Paesi Bassi                                             | 1:00.905    |
| Keirin dettagli                   | Stefan Bötticher Germania                                             |             | Sébastien Vigier Francia                                                |             | Jack Carlin Gran Bretagna                                           |             |
| Velocità dettagli                 | Jeffrey Hoogland Paesi Bassi                                          |             | Stefan Bötticher Germania                                               |             | Harrie Lavreysen Paesi Bassi                                        |             |
| Velocità a squadre dettagli       | Paesi Bassi Jeffrey Hoogland Harrie Lavreysen Roy van den Berg        | 42.888      | Francia Sébastien Vigier François Pervis Quentin Lafargue               | 43.693      | Germania Stefan Bötticher Timo Bichler Joachim Eilers               | 43.805      |
| Inseguimento individuale dettagli | Domenic Weinstein Germania                                            | 4:13.363    | Ivo Oliveira Portogallo                                                 | 4:15.304    | Claudio Imhof Svizzera                                              | 4:16.654    |
| Inseguimento a squadre dettagli   | Italia Filippo Ganna Francesco Lamon Elia Viviani Michele Scartezzini | 3:55.401    | Svizzera Cyrille Thièry Stefan Bissegger Frank Pasche Théry Schir       | 3:59.705    | Gran Bretagna Ethan Hayter Steven Burke Kian Emadi Charlie Tanfield | 3:57.463    |
| Corsa a punti dettagli            | Wojciech Pszczolarski Polonia                                         | 102 punti   | Kenny De Ketele Belgio                                                  | 83 punti    | Stefan Matzner Austria                                              | 71 punti    |
| Americana dettagli                | Belgio Robbe Ghys Kenny De Ketele                                     | 60 punti    | Germania Theo Reinhardt Roger Kluge                                     | 49 punti    | Gran Bretagna Oliver Wood Ethan Hayter                              | 38 punti    |
| Scratch dettagli                  | Roman Hladyš Ucraina                                                  |             | Adrien Garel Francia                                                    |             | Tristan Marguet Svizzera                                            |             |
| Omnium dettagli                   | Ethan Hayter Gran Bretagna                                            | 133 punti   | Elia Viviani Italia                                                     | 113 punti   | Casper von Folsach Danimarca                                        | 113 punti   |
| Corsa a eliminazione dettagli     | Matthew Walls Gran Bretagna                                           |             | Rui Oliveira Portogallo                                                 |             | Szymon Krawczyk Polonia                                             |             |
| Donne                             |                                                                       |             |                                                                         |             |                                                                     |             |
| 500 metri a cronometro dettagli   | Dar'ja Šmelëva Russia                                                 | 33.285      | Olena Starikova Ucraina                                                 | 33.593      | Miriam Welte Germania                                               | 33.600      |
| Keirin dettagli                   | Mathilde Gros Francia                                                 |             | Nicky Degrendele Belgio                                                 |             | Dar'ja Šmelëva Russia                                               |             |
| Velocità dettagli                 | Dar'ja Šmelëva Russia                                                 |             | Anastasija Vojnova Russia                                               |             | Mathilde Gros Francia                                               |             |
| Velocità a squadre dettagli       | Russia Dar'ja Šmelëva Anastasija Vojnova                              | 32.452      | Ucraina Ljubov Basova Olena Starikova                                   | 33.108      | Germania Miriam Welte Emma Hinze                                    | 32.981      |
| Inseguimento individuale dettagli | Lisa Brennauer Germania                                               | 3:26.879    | Katie Archibald Gran Bretagna                                           | 3:29.577    | Justyna Kaczkowska Polonia                                          | 3:34.750    |
| Inseguimento a squadre dettagli   | Gran Bretagna Elinor Barker Laura Kenny Katie Archibald Neah Evans    | 4:16.86     | Italia Letizia Paternoster Marta Cavalli Elisa Balsamo Silvia Valsecchi | 4:25.384    | Germania Charlotte Becker Gudrun Stock Mieke Kröger Lisa Brennauer  | 4:23.105    |
| Corsa a punti dettagli            | Maria Giulia Confalonieri Italia                                      | 33 punti    | Ina Savenka Bielorussia                                                 | 32 punti    | Gulnaz Badykova Russia                                              | 30 punti    |
| Americana dettagli                | Danimarca Julie Leth Amalie Dideriksen                                | 42 punti    | Russia Gulnaz Badykova Diana Klimova                                    | 38 punti    | Paesi Bassi Amy Pieters Kirsten Wild                                | 34 punti    |
| Scratch dettagli                  | Kirsten Wild Paesi Bassi                                              |             | Emily Kay Gran Bretagna                                                 |             | Jolien D'Hoore Belgio                                               |             |
| Omnium dettagli                   | Kirsten Wild Paesi Bassi                                              | 156 punti   | Katie Archibald Gran Bretagna                                           | 144 punti   | Letizia Paternoster Italia                                          | 111 punti   |
| Corsa a eliminazione dettagli     | Laura Kenny Gran Bretagna                                             |             | Anna Knauer Germania                                                    |             | Evgenija Augustinas Russia                                          |             |